# Cavaillon (Haití)
Cavaillon (en criollo haitiano Kavayon) es una comuna de Haití, que está situada en el distrito de Aquin, del departamento de Sur.

## Geografía
Las ciudades vecinas más cercanos son Nan Cotie (a 12 km hacia el norte), Saint-Louis-du-Sud (a 20 km al sureste) y Los Cayos (a 16 km al oeste).

### Secciones
Está formado por las secciones de:
- Boileau
- Martineau (que abarca la villa de Cavaillon)
- Gros Marin
- Mare Henri
- Laroque

## Demografía
| Gráfica de evolución demográfica de Cavaillon entre 2009 y 2015 |
|                                                                 |

Los datos demográficos contemplados en este gráfico de la comuna de Cavaillon son estimaciones que se han cogido de 2009 a 2015 de la página del Instituto Haitiano de Estadística e Informática (IHSI). 

## Personalidades
La ciudad es famosa por ser el lugar de nacimiento del supercentenario Benito Martínez Abrogán, la persona más mayor de Cuba, y George Valris, un famoso artista caribeño.